# سمردیچ
سمردیچ (به صربی: Izvor) یک منطقهٔ مسکونی در صربستان است که در ژیتوراجا واقع شده‌است. سمردیچ ۳۸۱ نفر جمعیت دارد.